# Nir Oz
Nir Oz (hebrejsky נִיר עֹז, doslova „Pole Síly“, v oficiálním přepisu do angličtiny Nir Oz) je vesnice typu kibuc v Izraeli, v Jižním distriktu, v Oblastní radě Eškol. Po útoku Hamásu v říjnu 2023 se kibuc vylidnil, většina obyvatel byla pobita teroristy nebo odvlečena do Gazy, zbytek se evakuoval do Ejlatu v izraelském vnitrozemí.

## Geografie
Leží v nadmořské výšce 111 metrů na severozápadním okraji pouště Negev; v oblasti která byla od 2. poloviny 20. století intenzivně zúrodňována a zavlažována a ztratila charakter pouštní krajiny. Jde o zemědělsky obdělávaný pás přiléhající k pásmu Gazy a navazující na pobřežní nížinu.
Obec se nachází 13 kilometrů od břehu Středozemního moře, cca 91 kilometrů jihojihozápadně od centra Tel Avivu, cca 95 kilometrů jihozápadně od historického jádra Jeruzalému a 37 kilometrů západně od města Beerševa. Nir Oz obývají Židé, přičemž osídlení v tomto regionu je etnicky převážně židovské. 3 kilometry západním směrem ale začíná pásmo Gazy s početnou arabskou (palestinskou) populací.
Nir Oz je na dopravní síť napojen pomocí lokální silnice 2410.

## Dějiny
Nir Oz byl založen v roce 1955. Zřídily ho 1. října 1955 polovojenské jednotky Nachal, sestávající z členů mládežnického sionistického hnutí ha-Šomer ha-ca'ir. Už 1. prosince 1955 byla osada uznána za oficiální sídlo. V květnu 1957 byly jednotky Nachal vystřídány trvalou osadnickou skupinou členů organizace ha-Šomer ha-Ca'ir. Z řad stoupenců tohoto hnutí se rekrutovali i další pozdější příchozí.
Kvůli své blízkosti k Pásmu Gazy jsou farmáři z Nir Oz často vystaveni střelbě palestinských útočníků. V roce 2008 požádaly Izraelské obranné síly osadníky, aby sklízeli brambory pouze v noci a tak snížili riziko útoku. Dne 5. června 2008 dopadla minometná bomba vystřelená z Pásma Gazy na továrnu na barvy Nirlat v kibucu, kde zabila jednoho zaměstnance a další čtyři zranila. Hnutí Hamás se přihlásilo k tomuto útoku.
Při překvapivém útoku na Izrael 7. října 2023 bylo mnoho členů kibucu zavražděno ve svých domech. Domy byly vypáleny, civilisté uneseni a odvezeni do Gazy. Přeživší členové kibucu byli evakuováni do Ejlatu. 
Z tohoto kibucu pocházela také rodina Bibasových, která byla během útoku unesena do Pásma Gazy. Po asi 500 dnech byl propuštěn pouze otec rodiny Jarden. Jeho synové, čtyřletý Ariel a devítiměsíční Kfir, byli v zajetí zavražděni. Tváře těchto dětí a jejich matky Širi se staly symbolem utrpení izraelských rukojmí.
Začátkem roku 2025 zůstával kibuc opuštěný, obyvatelé plánovali návrat a obnovení své vesnice. Objevovali se i návrhy, aby se celý vylidněný kibuc proměnil v jeden velký památník masakru, ale obyvatelé to odmítají a chtějí vesnici obnovit.

## Ekonomika
Místní ekonomika je založena na zemědělství (rostlinná výroba, chov dobytka a drůbeže) a průmyslu. Kibuc stále ještě (podle údajů k roku 2010) operuje podle tradičního modelu, s vysokou mírou kolektivního hospodaření. V obci funguje zdravotní středisko, plavecký bazén, sportovní areály, obchod se smíšeným zbožím a společná jídelna.

## Demografie
Obyvatelstvo kibucu je sekulární. Podle údajů z roku 2014 tvořili naprostou většinu obyvatel v Nir Oz Židé (včetně statistické kategorie "ostatní", která zahrnuje nearabské obyvatele židovského původu ale bez formální příslušnosti k židovskému náboženství).
Jde o menší obec vesnického typu s dlouhodobě stagnující populací. K 31. prosinci 2014 zde žilo 396 lidí. Během roku 2014 populace stoupla o 3,4 %.
| Rok            | 1961 | 1972 | 1983 | 1995 | 2001 | 2003 | 2004 | 2005 | 2006 | 2007 | 2008 | 2009 | 2010 | 2011 | 2012 | 2013 | 2014 |
| -------------- | ---- | ---- | ---- | ---- | ---- | ---- | ---- | ---- | ---- | ---- | ---- | ---- | ---- | ---- | ---- | ---- | ---- |
| Počet obyvatel | 59   | 189  | 425  | 376  | 365  | 365  | 368  | 362  | 348  | 342  | 337  | 306  | 323  | 335  | 368  | 383  | 396  |